# Saint-Jean-d'Eyraud
Saint-Jean-d'Eyraud è un comune francese di 200 abitanti situato nel dipartimento della Dordogna nella regione della Nuova Aquitania.

## Società

### Evoluzione demografica
Abitanti censiti